# Glock 27
Die Glock 27 ist eine Selbstladepistole im Kaliber .40 S&W. Hersteller ist die österreichische Firma GLOCK Ges.m.b.H.

## Konstruktionsprinzip
Es handelt sich um eine Selbstladepistole mit Rückstoßladerprinzip, kurzem Rohrrücklauf und starrer Verriegelung mittels Schwenkrohrverschluss.

## Bewertung
Auf Grund ihrer kompakten Bauweise mit nur 33 Einzelteilen und der Verwendung synthetischer Werkstoffe gilt sie als eine moderne Waffe. Die Waffe wurde im Rahmen  Glock-Pistolen der 4. Generation im Herbst 2010 der Öffentlichkeit vorgestellt.